# Rieul de Senlis
Rieul de Senlis, fue el primer obispo de Senlis. Es reconocido como santo por la Iglesia Católica y la Iglesia Ortodoxa.

## Biografía
Rieul de Senlis fue quizás uno de los compañeros de Denis de Paris y Lucien de Beauvais que habría evangelizado a Senlis en el Oise y habría sido su primer obispo durante más de cuarenta años. Su fiesta patronal es el 30 de marzo.
Rieul de Senlis y Regulo de Arles a veces se confunden. Sobre esta cuestión, los historiadores están divididos. Algunos, como el martirologio de Rosenlis, dicen que San Rieul fue obispo de Arles y que murió en Senlis, otros, como los bolandistas, no dudaron en resolver la dificultad, haciendo dos santos Rieul, uno obispo de Arles, el otro obispo de Senlis. El historiador de Valois, Claude Carlier, incluso encuentra en la existencia de reliquias en dos lugares diferentes, Arles y Senlis, una prueba irrefutable de que el obispo de Arles y el obispo de Senlis son dos personas diferentes.  Sin embargo, es de conocimiento común que con frecuencia existen múltiples reliquias del mismo santo.

## Las reliquias
Podemos añadir al expediente que las reliquias de San Rieul de Senlis, conservadas en la catedral de Senlis, fueron analizadas en 1999 mediante la técnica del carbono 14. Un metacarpo permitió concluir que había un 65% de probabilidad de que su dueño muriera entre 320 y 445 (contra 12% de probabilidad para el período 260-320 y 20% para el período 445-535).  Si es realmente el cuerpo de Rieul, sería necesario retrasar la fecha de la evangelización de la región de Senlis al siglo IV.  Esta fecha es mucho más probable que la del siglo III, demasiado temprana para la región.  De hecho, sabemos, desde las excavaciones de Marc Durand, que el templo galo-romano en el bosque de Halatte cerca de Senlis, todavía muy activo en el siglo III, fue violentamente destruido alrededor de 385-390.  Luego, tras un período de débil reactivación ligada al mantenimiento del paganismo (¿las ranas de Saint Rieul?), fue abandonada definitivamente hacia el 400/425.

## La leyenda de las ranas
Gérard de Nerval, en sus Promenades et souvenirs (1854), evoca una leyenda aún contada de su infancia, según la cual cerca de Rully (Oise), una multitud se habría reunido para escuchar las palabras de San Rieul.  Pero las ranas de un estanque cercano (la fuente de la Aunette), con un concierto de croar, vienen a tapar su voz.  Luego, con un gesto, Saint Rieul les impone el silencio.  Todos guardan silencio, excepto uno.  Las ranas, como los dragones, son a menudo metáforas del paganismo rural, derrotado por evangelizadores como Rieul.